# Der Spiegel

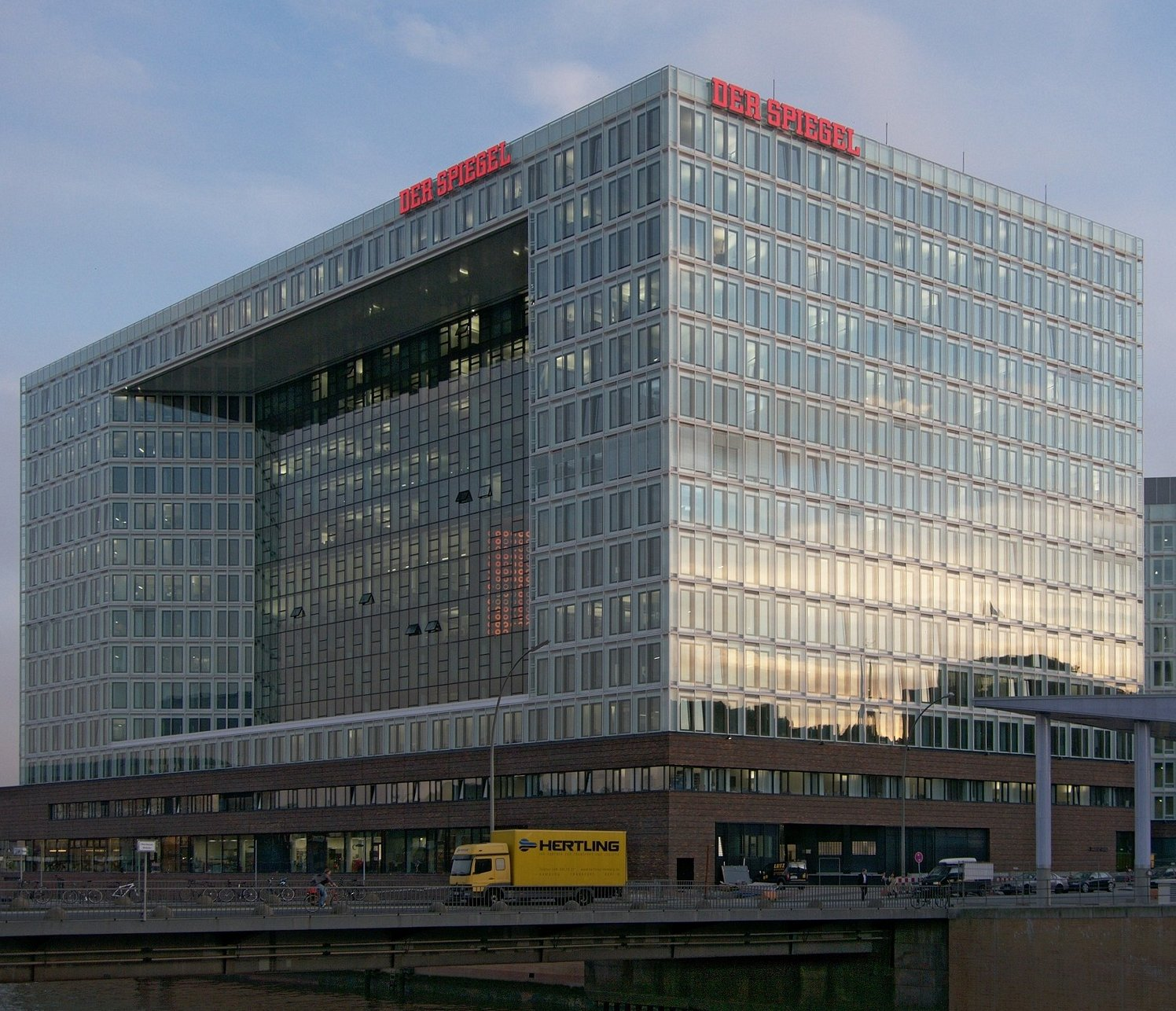
Gebouw van de Spiegel-groep, sinds 2011

Der Spiegel (Duits voor 'De Spiegel') is een Duits wekelijks nieuwstijdschrift. Het blad ontstond op initiatief en met steun van de Britse bezettingsmacht. Haar voorganger heette Diese Woche en verscheen voor het eerst in november 1946. Door een meningsverschil met de Britten werd het blad overgedaan aan Rudolf Augstein. Deze hernoemde het in Der Spiegel. Het blad verscheen voor het eerst op 4 januari 1947 en werd tot 1952 uitgegeven in Hannover. Sindsdien is het blad gevestigd in Hamburg. Rudolf Augstein bleef tot zijn dood in 2002 de journalistieke koers van Der Spiegel uitzetten.
Het blad is sinds 2004 via een commanditaire vennootschap voor 50,5% eigendom van de werknemers. Als iemand langer dan drie jaar voor Der Spiegel werkt krijgt hij de mogelijkheid om partner te worden, waardoor hij een beslissingsbevoegdheid krijgt en eventuele winst ontvangt. De eveneens in Hamburg gevestigde kranten- en tijdschriftenuitgeverij Gruner + Jahr bezit 25,5% van de aandelen, en de resterende 24% zijn in handen van de erven van oprichter Rudolf Augstein.
Der Spiegel lijkt qua stijl en lay-out op Amerikaanse nieuwsmagazines als Newsweek en Time. Met betrekking tot de onderwerpen en de grote hoeveelheid details lijkt het blad meer op The Atlantic Monthly of The Economist. In Duitsland staat het blad bekend om de academische manier van schrijven en de dikte van de nummers. Een nummer met meer dan 200 pagina's is niet ongewoon.
Na de eerste publicatie steeg de oplage van het blad snel. Het begon in 1947 met 15.000, in 1948 lag de oplage al bij 65.000 en in 1961 was dit 437.000. In de jaren 70 bereikte het een niveau van 900.000 en in de jaren 90 steeg de oplage tot boven een miljoen. Het blad wordt nationaal en internationaal gezien als autoriteit. Deze morele autoriteit verkreeg het blad vooral in haar eerste jaren door goede onderzoeksjournalistiek in verschillende kwesties. Dit leidde ook tot verschillende opvallende scoops in de jaren 80.

## Belangrijke gebeurtenissen
Der Spiegel was het eerste medium dat schreef over de innige band tussen koningin Juliana en gebedsgenezeres Greet Hofmans. Op 13 juni 1956 verscheen in het Duitse tijdschrift een artikel met de titel Zwischen Königin und Rasputin. Daarna volgden veel meer publicaties in de buitenlandse pers. Naar hij zelf in een postuum verschenen interview toegaf was prins Bernhard de informant van het weekblad, waarmee hij probeerde te bereiken dat deze publicatie zou leiden tot het stopzetten van alle contacten met Hofmans, die hij al in 1950 uit paleis Soestdijk had laten verwijderen.
Een incident dat waarschijnlijk Der Spiegel het imago als schildwacht van de democratie heeft opgeleverd was de zogeheten Spiegel-Affäre in 1962. Het blad publiceerde onder de titel Bedingt abwehrbereit een artikel over de lage alerte staat van het Duitse leger. Naar aanleiding daarvan stelde minister van Defensie Franz Josef Strauß een onderzoek in naar Der Spiegel. Rudolf Augstein en verschillende andere redacteuren werden gearresteerd op de aanklacht van landverraad. Conrad Ahlers, de schrijver van het stuk, werd tijdens zijn vakantie in Spanje gearresteerd, terwijl Strauß daar geen bevoegdheid toe had. De actie werd in heel Duitsland veroordeeld en leidde tot het ontslag van Strauß.
Een ander incident waar Der Spiegel een belangrijke rol in speelde was de zogeheten Flick-affaire. Dit Duitse conglomeraat gaf financiële bijdrages aan politieke partijen voor de 'cultivatie van het politieke landschap'. Otto Graf Lambsdorff, minister van Economische Zaken, was gedwongen af te treden nadat hij ervan beschuldigd werd door Flick omgekocht te zijn.
In 1987 speelde de Waterkant-Affäre (een verwijzing naar het Watergateschandaal). Dat was een van de grootste naoorlogse Duitse politieke schandalen; met de dood van Uwe Barschel werd daaruit de Barschel-Affäre geboren. De media-adviseur van Barschel, Reiner Pfeiffer, vertelde aan het Duitse weekblad Der Spiegel dat hij in opdracht van Barschel diens politieke tegenstander, Björn Engholm van de SPD, moest bespioneren om vermoedens van belastingontduiking te onderbouwen. Ook zou hij afluisterapparatuur hebben moeten plaatsen in de telefoon van Barschel om hiervan de SPD te kunnen beschuldigen. Na publicatie door Der Spiegel verloor de CDU de deelstaatverkiezingen. Op 2 oktober 1987 trad Barschel af.
Op 11 oktober 1987 werd Barschel door twee journalisten van het weekblad Stern dood gevonden. Barschel lag volledig aangekleed in een met water gevuld bad in kamer 317 van hotel Beau-Rivage in Genève. In zijn bloed werd het slaapmiddel lorazepam aangetroffen, maar of het moord of zelfmoord was werd ook jaren later niet met zekerheid vastgesteld.
Op 19 december 2018 maakte Der Spiegel bekend dat hun medewerker Claas Relotius op grote schaal artikelen gefalsificeerd had, waarin hij feiten, personen en citaten verzonnen had. Dit was het grootste journalistieke schandaal in Duitsland sinds de publicatie van de vervalste Hitlerdagboeken in Stern in 1983.